# Ruth Carter Stapleton

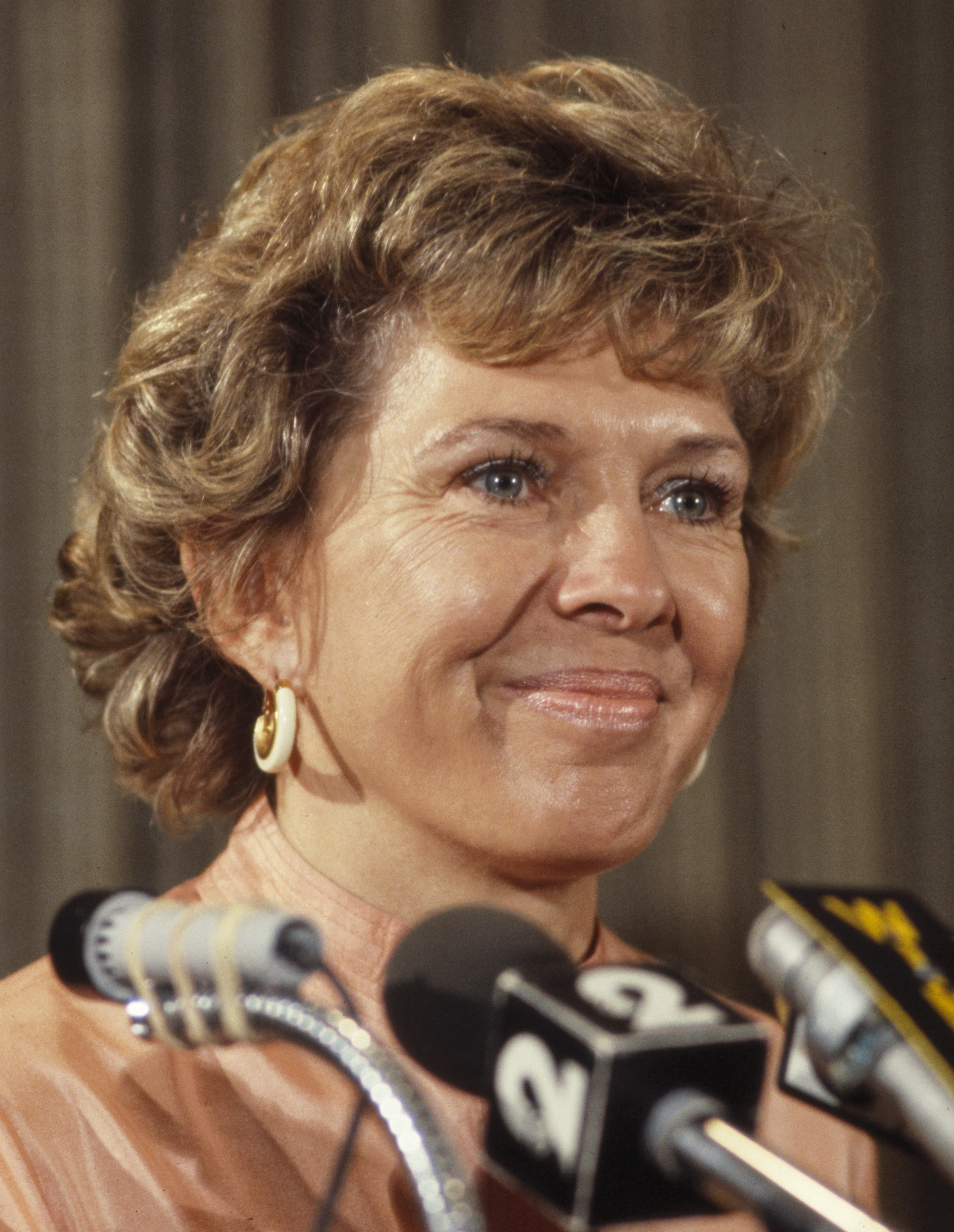
Ruth Carter Stapleton, 1978

Ruth Carter Stapleton (* 7. August 1929 in Plains; † 26. September 1983) war eine US-amerikanische Predigerin.

## Leben
Ruth Carter war eines von vier Kindern von James Earl Carter (1894–1953) und Bessie Lillian Gordy (1898–1983). Ihr älterer Bruder war der ehemalige US-Präsident Jimmy Carter. Nach einer schweren Depression in den 1950er Jahren praktizierte und befürwortete sie die Innere Heilung, einen Ansatz der neben spiritueller Wiedergeburt, Gebet, Meditation, Psychologie und Diäten auch Leibesübungen beinhaltet. Stapleton leitete die Behold Inc., eine gemeinnützige Organisation, die ihre religiösen Ansichten und Glaubensauffassungen verbreitete.

## Werke
- Power Through Release, Macalester Park Pub. Co, 1968
- In His Footsteps, Harper & Row, 1973
- The Gift of Inner Healing, Word Books, 1976
- Brother Billy, Harper & Row, 1978
- The Experience of Inner Healing, Bantam Books, 1979
- In His Footsteps : The Healing Ministry of Jesus, Then and Now, Harper and Row, 1979